# Cimbocera
Cimbocera är ett släkte av skalbaggar. Cimbocera ingår i familjen vivlar.
Kladogram enligt Catalogue of Life:
| Cimbocera | \| \| Cimbocera conspersa \| \| \| \| \| \| Cimbocera pauper \| \| \| \| \| \| Cimbocera sericea \| \| \| \| |
|           | \| \| Cimbocera conspersa \| \| \| \| \| \| Cimbocera pauper \| \| \| \| \| \| Cimbocera sericea \| \| \| \| |
|           | Cimbocera conspersa                                                                                          |
|           | |
|           | Cimbocera pauper                                                                                             |
|           | |
|           | Cimbocera sericea                                                                                            |
|           | |